# بيت هعرفاه
بيت هعرفاه (بالعبرية: בֵּית הָעֲרָבָה) كيبوتس استيطاني إسرائيلي، أُقيم في عام 1939 وأُعيد تأسيسه في عام 1980 في غور الأردن على أراضي بلدة النبي موسى في محافظة أريحا. يقع إداريًا ضمن اختصاص مجلس البحر الميت الإقليمي، وبلغ عدد سكانه نحو 290 مستوطنًا في عام 2018.

## التاريخ
تأسست المستوطنة عام 1980 كمعسكر (مستوطنة ناحال) على أراضٍ صادرتها السلطات العسكرية الإسرائيلية من بلدة النبي موسى جنوب شرق مدينة أريحا بلغت مساحتها 506 دونمًا. وفي عام 1987 حولت إسرائيل المستوطنة إلى وضع دائم وهي الآن كيبوتس زراعي.

## الجغرافيا
تبلغ مساحة المستوطنة الكلية نحو 163 دونمًا. بلغت مساحتها الهيكلية في عام 1997 حوالي 25 دونمًا، ارتفع في عام 2014 إلى حوالي 75 دونمًا. بلغت مساحة النفوذ الأمني للمستوطنة حوالي 19,425 دونمًا حتى عام 2014.

## السكان
بلغ عدد سكانها في عام 1997 حوالي 35 مستوطنًا؛ ارتفع في عام 2013 إلى حوالي 116 مستوطن. بلغ عدد السكان نحو 290 مستوطنًا في عام 2018.

## الوضع القانوني
يعتبر المجتمع الدولي المستوطنات الإسرائيلية في الضفة الغربية غير قانونية بموجب القانون الدولي، لكن الحكومة الإسرائيلية تعارض ذلك.